# Chakeri
Chakeri là một thị trấn thống kê (census town) của quận Kanpur Nagar thuộc bang Uttar Pradesh, Ấn Độ.

## Nhân khẩu
Theo điều tra dân số năm 2001 của Ấn Độ, Chakeri có dân số 8580 người. Phái nam chiếm 55% tổng số dân và phái nữ chiếm 45%. Chakeri có tỷ lệ 84% biết đọc biết viết, cao hơn tỷ lệ trung bình toàn quốc là 59,5%: tỷ lệ cho phái nam là 85%, và tỷ lệ cho phái nữ là 82%. Tại Chakeri, 13% dân số nhỏ hơn 6 tuổi.